# Avicularia
Ne pas confondre avec Acicularia, un genre d'algues vertes de la famille des Dasycladaceae.
Genre
Synonymes
- Eurypelma C. L. Koch, 1850
- Avicuscodra Strand, 1908
- Ancylochiros Mello-Leitão, 1920

Avicularia est un genre d'araignées mygalomorphes de la famille des Theraphosidae.
Elles sont familièrement appelées matoutous en Guyane.

## Distribution
Les espèces de ce genre se rencontrent en Amérique du Sud, au Panama et à Trinité-et-Tobago.

## Description (Voiranatomie des araignées)

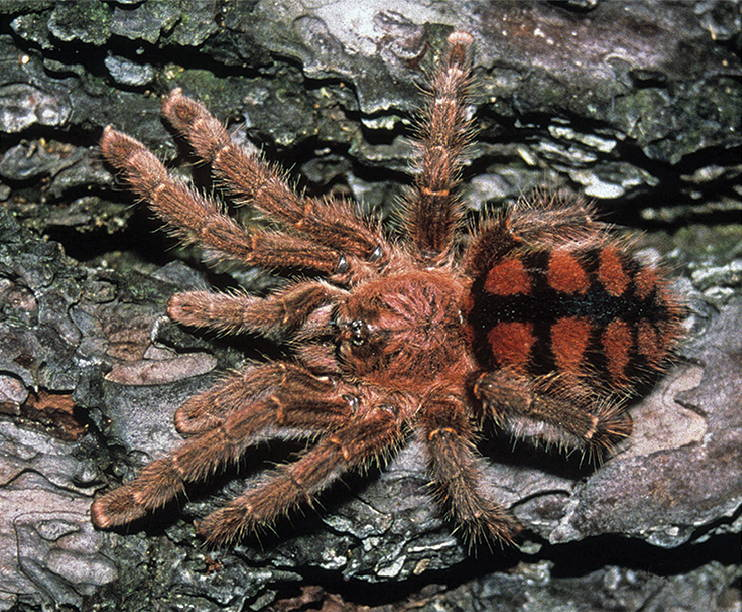
Avicularia minatrix

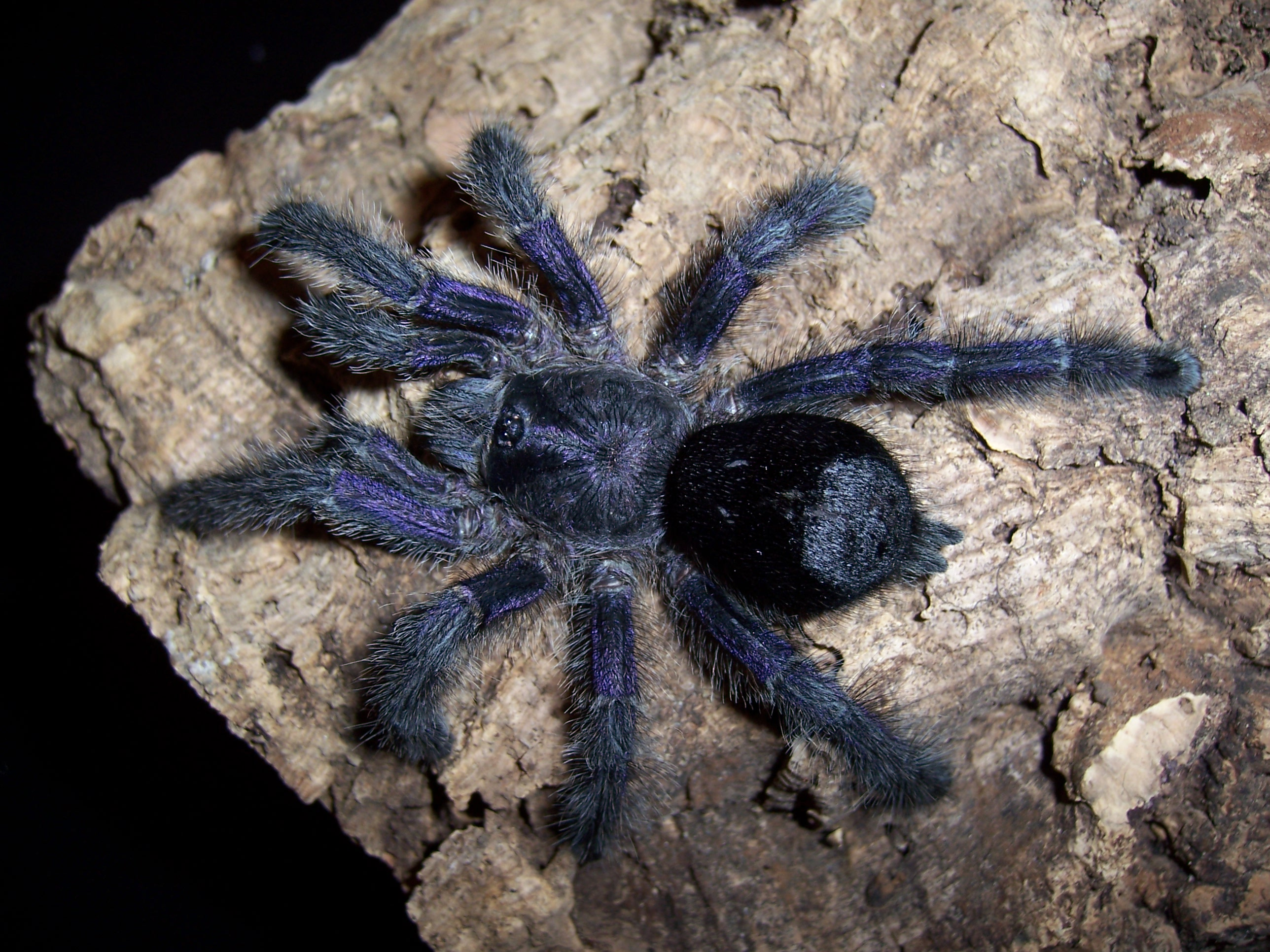
Avicularia purpurea

Comme tous les arachnides, et plus spécifiquement les araignées, les aviculaires ont un corps composé de deux parties (céphalothorax et abdomen).
Peu d'aviculaires sont facilement identifiables : bien des espèces se ressemblent. De plus, les références pour les identifier sont souvent très anciennes et conduisent à des confusions. C'est pour cela que certaines espèces sont nommées Avicularia sp., ce qui signifie que l'espèce n'est pas connue.
Comme toutes les araignées elle possède huit yeux mais dont la perception se limite, dans le cas des mygalomorphes, à la distinction de l'alternance jour / nuit.
Les aviculaires sont un genre d'araignées arboricoles, vivant donc principalement dans les arbres et autres plantes aériennes. Elles tissent des toiles denses en forme de chaussette, dans laquelle elle reste à l'affût de proies passant à proximité.
La soie de la toile est produite par des glandes séricigènes, localisées dans l'abdomen et dont les fils sortent au niveau des filières. Cette soie est proche de celle de cocon de chenille.

## Mode d'alimentation
Les aviculaires, et plus largement les araignées, se nourrissent d'insectes proportionnels à leur propre taille (blattes et cafards, coléoptères, etc.), jusqu'à, plus exceptionnellement, de petits oiseaux. Contrairement à une croyance répandue, les araignées ne sont pas hématophages, elles ne sucent pas le sang, contrairement au moustique ou au tique.
Comme toutes les araignées, les aviculaires sont dotées de crochets à venin, localisés sur la partie antérieure du céphalothorax. Ces crochets sont utilisés pour inoculer un venin contenu dans les chélicères, et ayant un rôle de suc digestif et d'agent paralysant. Les fluides de la proie sont ensuite amenés à portée de la bouche de l'araignée, qui les aspire alors.

Maria Sibylla Meriam a par exemple été la première naturaliste à observer et dessiner une mygale sur le terrain alors que l'animal attaquait un nid de colibris.

## Liste des espèces
Selon World Spider Catalog (version 18.0, 10/03/2017) :
- Avicularia avicularia (Linnaeus, 1758)
- Avicularia caei Fukushima & Bertani, 2017
- Avicularia glauca Simon, 1891
- Avicularia hirschii Bullmer, Thierer-Lutz & Schmidt, 2006
- Avicularia juruensis Mello-Leitão, 1923
- Avicularia lynnae Fukushima & Bertani, 2017
- Avicularia merianae Fukushima & Bertani, 2017
- Avicularia minatrix Pocock, 1903
- Avicularia purpurea Kirk, 1990
- Avicularia rufa Schiapelli & Gerschman, 1945
- Avicularia taunayi (Mello-Leitão, 1920)
- Avicularia variegata F. O. Pickard-Cambridge, 1896

## Systématique et taxinomie
Fukushima et Bertani en 2017 ont révisé ce genre. De nombreux noms d'espèce sont déclarés nomina dubia en l'absence de type ou de description permettant l'identification d'une espèce.

## Publication originale
- Lamarck, 1818 : Histoire naturelle des animaux sans vertèbres. Paris, vol. 5, p. 88-108.